# Munidopsis armata
Munidopsis armata är en kräftdjursart som först beskrevs av Alphonse Milne-Edwards 1880.  Munidopsis armata ingår i släktet Munidopsis och familjen trollhumrar. Inga underarter finns listade i Catalogue of Life.